# Daughter of Serpents
Daughter of Serpents est un jeu vidéo d'aventure développé par Eldritch Games et édité par Millennium Interactive et Psygnosis en 1992 sur PC. Le jeu fut réédité sous le titre The Scroll en 1995.